# Casa de la poesía (Casa Carriego)
La Casa de la poesía, también conocida como Casa Carriego y Biblioteca Evaristo Carriego, es una biblioteca pública de la ciudad de Buenos Aires. Fue la vivienda del poeta Evaristo Carriego, en la que escribió gran parte de su obra y vivió hasta su muerte, en 1912. Fue construida en 1890 en Palermo y funciona desde 1988, gracias a la iniciativa del poeta Gerardo Foia, como biblioteca municipal especializada en poesía. Cuenta con un acervo de alrededor de 7000 volúmenes. Además, supo ser un espacio donde conocidos poetas y docentes dictaron cursos, talleres y seminarios, especialmente cuando funcionó allí el Programa "Casa de la Poesía"
Forma parte de la Red de Bibliotecas de la Ciudad Autónoma de Buenos Aires y depende de la Dirección General del libro y Promoción de la Lectura. Permaneció cerrada desde 2012 por una supuesta remodelación que emprendió el Gobierno de la Ciudad que fue denunciada por un grupo de vecinos por incluir la demolición de gran parte del inmueble, declarado patrimonio histórico de la ciudad. La justicia ordenó la reconstrucción de la casa, pero no hay avances en la obra ni informes oficiales al respecto. 
El año 2012 cerraron sus funciones y el destino de la propiedad estuvo muchos años en juicio. Los vecinos de Palermo pidieron un Recurso de amparo, debido a que el Gobierno de la Ciudad había comenzado a demoler el “cuartito” en el patio de la Casa, se subía por unas escaleras con baranda de hierro pintada de negro y contaba con un balcón.
Dicha causa legal estuvo en juicio desde el 2012 hasta el 2018 (en 2019 se finalizaron las obras para reabrirla, sin el cuarto que se había demolido) y, luego de la fuerte pandemia de 2020/2021, finalmente re-inauguró como biblioteca municipal para el uso público de la sala y el préstamo de libros, el 27 de enero de 2022.
Está abierta al público de lunes a viernes de 10 a 17 hs, y algunos días luego de ese horario hay actividades literarias abiertas a la comunidad.
En la actualidad, la Casa/Biblioteca Evaristo Carriego, de vocación comunitaria, alberga colecciones pertenecientes a escritores y artistas, entre ellos: Augusto Roa Bastos, Haydeé M. Jofré Barroso, Amelia Biagioni, Héctor Yánover y José María Mieravilla, entre otros, así también como de poetas que envían o pasan por la casa y donan libros de su autoría.
La biblioteca alberga cerca de 8.000 volúmenes.